# Sender Amberg

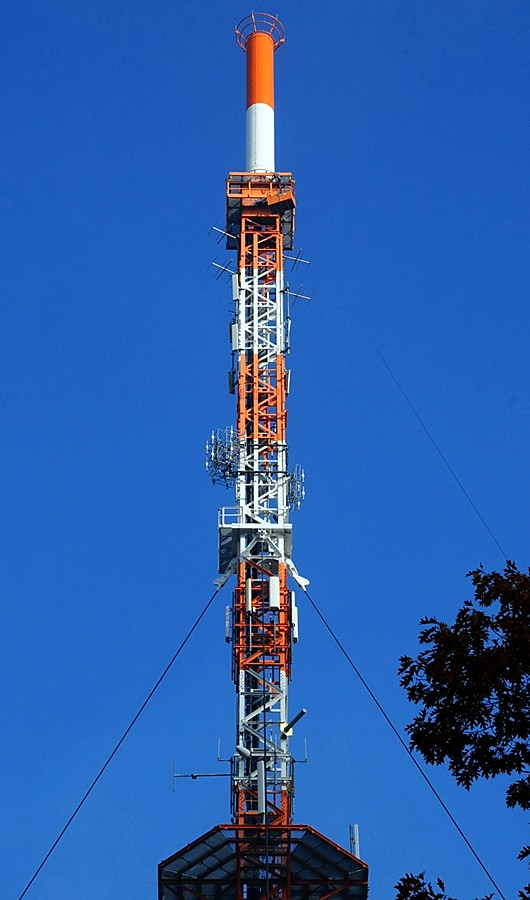
Neue Mastspitze für DVB-T

Auf dem Rotbühl, nahe dem Ort Hainstetten, betreibt die Deutsche Funkturm, Tochterfirma der Deutsche Telekom AG, den Sender Amberg, auch als Funkübertragungsstelle Hirschau 1 bezeichnet, für digitales Fernsehen (DVB-T) sowie UKW- und DAB-Hörfunk.
Als Antennenträger wird ein 127,6 m hoher, abgespannter Stahlfachwerkmast verwendet, dessen Fundament sich 667 m über Normalnull befindet.
Über den Sender sind Fernsehprogramme über das DVB-T2 HD-Verfahren zu empfangen. Ferner wird auf UKW 95,3 MHz das Programm von Radio Ramasuri gesendet.

## Geschichte
Nachdem das ursprünglich auf dem Amberger Mariahilfberg geplante Senderprojekt fallengelassen wurde, da dadurch lediglich einem kleinen Umkreis mit guter Empfangsqualität gedient gewesen wäre, errichtete man 1952 auf dem Rotbühl einen ca. 50 m hohen UKW-Sender. Von hier konnte fast das gesamte Gebiet der Oberpfalz erreicht werden. Die Sendungen des Bayerischen Rundfunks konnten ab Inbetriebnahme des Turms drahtlos über UKW an die Zentrale des Sendebereichs Nordbayern in Moritzberg bei Lauf/Nürnberg übermittelt werden. Von dort wurde das Programm über Peilantennen an die einzelnen Stationen wie dem Sender auf dem Rotbühl verteilt. Neben dem Sendeturm befand sich ein Wirtschaftsgebäude mit Betriebsräumen und einer kleinen Wohnung für den Sendeleiter sowie Schlafräume für die Sendetechniker.
Debatten gab es um die Namensgebung des Senders. Im November 1952 gab es intensive Bemühungen von Heimatfreunden aus Schnaittenbach, eine Umbenennung des Senders von "Rotbühlsender" in "Buchbergsender" zu erreichen. Die Bemühungen scheiterten jedoch.
Ende des Jahres 1959 wurde der Sender stillgelegt, da kurz zuvor die Sender Dillberg und Ochsenkopf mit hoher Strahlungsleistung ausgebaut worden waren. Proteste gegen die Abschaltung des Senders von Radiobesitzern aus der mittleren Oberpfalz, die einen schlechteren Radioempfang fürchteten, blieben erfolglos.
Im Mai 1965 wurde der neue Sender in Betrieb genommen. Diese Anlage der Deutschen Telekom versorgte damals die mittlere und nördliche Oberpfalz mit dem TV-Programm ZDF und dem TV-Programm des Bayerischen Rundfunks. Im September 1985 wurde neue Sendeanlage mit einer Gesamthöhe von etwa 127 Meter installiert, die weitere Aufgaben wahrnahm, etwa als Mobilfunkstation, zur Übertragung von Telefongesprächen per Richtfunk oder als Empfangs- und Verteilstation für Satelliten-TV-Programme.
Am 25. November 2008 wurde auf das digitale Fernsehen DVB-T umgestellt. Am 26. September 2018 wurde die Ausstrahlung von Fernsehprogrammen nach dem DVB-T-Standard beendet. Es erfolgte die Umstellung auf das DVB-T2 HD-Verfahren.

## Frequenzen und Programme

### Analoges Radio (UKW)
| Frequenz (in MHz) | Programm       | RDS PS   | Regionalisierung | ERP (in kW) | Antennendiagramm rund (ND)/gerichtet (D) | Polarisation horizontal (H)/vertikal (V) |
| ----------------- | -------------- | -------- | ---------------- | ----------- | ---------------------------------------- | ---------------------------------------- |
| 95,3              | Radio Ramasuri | RAMASURI | -                | 1           | D                                        | H                                        |

### Digitales Radio (DAB)
DAB wird in vertikaler Polarisation und im Gleichwellenbetrieb mit anderen Sendern ausgestrahlt.
| Block                       | Programme (Datendienste) | ERP (kW) | Antennen- diagramm rund (ND), gerichtet (D) | Polarisation horizontal (H)/ vertikal (V) | Gleichwellennetz (SFN) |
| --------------------------- | --- | -------- | ------------------------------------------- | ----------------------------------------- | --- |
| 5C DRDeutschland (D__00188) | DAB+ Block der Media Broadcast: - Absolut relax (72 kbps) - Dlf (104 kbps) - Dlf Kultur (112 kbps) - Dlf Nova (104 kbps) - DRadio DokDeb (48 kbps) - Energy Digital (72 kbps) - ERF Plus (64 kbps) - Klassik Radio (72 kbps) - Radio Bob (72 kbps) - Radio Horeb (48 kbps) - Radio Schlagerparadies (64 kbps) - Schwarzwaldradio (64 kbps) - sunshine live (72 kbps) - DRadio Daten (32 kbps Daten) - EPG Deutschland (16 kbps Daten) - TPEG (16 kbps Daten) - TPEG_MM (16 kbps Daten)                         | 10       | ND                                          | V                                         | - Baden-Württemberg: Aalen, Baden-Baden (Fremersberg), Bad Mergentheim, Blauen, Brandenkopf, Donaueschingen, Feldberg im Schwarzwald, Freiburg (Vogtsburg-Totenkopf), Geislingen (Oberböhringen), Großerlach (Hohe Brach), Heidelberg (Königstuhl), Heilbronn (Schweinsberg), Hochrhein (Rickenbach), Hornisgrinde, Pforzheim (Schömberg-Langenbrand), Raichberg, Ravensburg (Höchsten), Reutlingen, Stuttgart (Frauenkopf), Ulm (Kuhberg) - Bayern: Amberg (Hirschau), Aschaffenburg (Pfaffenberg), Augsburg (Hotelturm), Bad Tölz (Gaißach), Bamberg (Geisberg), Büttelberg, Brotjacklriegel, Dillberg, Grünten, Herzogstand, Hochberg (Traunstein), Hoher Bogen, Inntal (Ebbs), Ingolstadt (Gelbelsee), Kreuzberg/Rhön, Landshut (Altdorf), München (Olympiaturm), Nennslingen (Büchelberg), Nürnberg, Oberammergau, Ochsenkopf, Passau, Pfänder, Pfaffenhofen, Pfarrkirchen, Pfronten, Regensburg (Hohe Linie), Unterringingen, Untersberg, Wendelstein (Bayrischzell), Würzburg (Frankenwarte) - Berlin: Berlin (Alexanderplatz), Berlin (Scholzplatz) - Brandenburg: Bad Belzig, Booßen, Brandenburg/Havel, Calau, Casekow, Cottbus, Eisenhüttenstadt, Petkus, Pritzwalk, Templin - Bremen: Bremen (Walle), Bremerhaven-Schiffdorf - Hamburg: Hamburg (Moorfleet), Hamburg (Heinrich-Hertz-Turm) - Hessen: Bad Hersfeld (Rimberg), Biedenkopf (Sackpfeife), Fulda (Hummelskopf), Frankfurt (Europaturm), Gelnhausen (Schnepfenkopf), Gießen (Dünsberg), Großer Feldberg, Hardberg, Hohe Wurzel, Hoher Meißner, Kassel (Habichtswald), Mainz-Kastel - Mecklenburg-Vorpommern: Garz (Rügen), Güstrow, Malchin, Neubrandenburg-Süd, Rostock (Toitenwinkel), Röbel, Schwerin (Zippendorf-Gr.Dreesch), Torgelow, Wismar/Rüggow, Züssow - Niedersachsen: Aurich-Popens, Braunschweig (Broitzem), Braunschweig (Drachenberg), Cuxhaven-Stadt, Dannenberg, Göttingen (Bovenden-Osterberg), Hannover (Telemax), Lingen, Lüneburg-Neu Wendhausen, Molbergen-Peheim, Osnabrück (Bramsche-Schleptruper Egge), Hildesheim (Sibbesse), Steinkimmen, Uelzen, Visselhövede, Wilhelmshaven - Nordrhein-Westfalen: Aachen (Karlshöhe), Bielefeld (Hünenburg), Bonn (Venusberg), Dortmund (Florianturm), Düsseldorf (Rheinturm), Eggegebirge, Herscheid, Hochsauerland (Hunau), Hürtgenwald-Großhau, Köln (Colonius), Langenberg, Lügde-Rischenau (Köterberg), Minden (Jakobsberg), Münster (Fernmeldeturm), Schöppingen, Siegen-Süd, Wesel - Rheinland-Pfalz: Bad Kreuznach (Schanzenkopf), Bad Marienberg (Westerwald), Bornberg, Daun (Eifel), Edenkoben (Kalmit), Heckenbach-Schöneberg (Ahrweiler), Idar-Oberstein, Kaiserslautern, Kettrichhof, Koblenz (Kühkopf), Trier (Petrisberg) - Saarland: Merzig-Merchingen, Saarbrücken (Schoksberg) - Sachsen: Chemnitz, Dresden, Geyer, Leipzig, Löbau, Neustadt, Oschatz, Schöneck, Zwickau Ost - Sachsen-Anhalt: Brocken, Burg, Dequede, Petersberg, Pettstädt (Weißenfels), Schneidlingen, Wittenberg - Schleswig-Holstein: Bungsberg, Flensburg, Heide, Helgoland, Hennstedt, Kiel (Kronshagen), Lübeck (Stockelsdorf), Schleswig, Niebüll (Süderlügum), Westerland (Sylt) - Thüringen: Bleßberg (Sonneberg), Erfurt-Hochheim, Gera, Inselsberg, Jena (Oßmaritz), Kulpenberg, Saalfeld (Remda), Lobenstein (Sieglitzberg), Weimar (Ettersberg) |
| 5D Antenne DE (D__00364)    | DAB-Block von Antenne Deutschland: - 80s80s (72 kbps) - 90s90s (72 kbps) - Absolut Bella (72 kbps) - Absolut Germany (72 kbps) - Absolut HOT (72 kbps) - Absolut Oldie (72 kbps) - Absolut TOP (72 kbps) - AIDAradio (72 kbps) - Ballermann Radio (72 kbps) - Beats Radio (72 kbps) - Brillux Radio (72 kbps) - Nostalgie (72 kbps) - Oldie Antenne (72 kbps) - RTL Radio (72 kbps) - Rock Antenne (72 kbps) - Toggo Radio (72 kbps)                                                                           | 10       | ND                                          | V                                         | - Bayern: Amberg (Hirschau), Bamberg (Geisberg), Ingolstadt (Gelbelsee), Kreuzberg/Rhön, Nürnberg, Ochsenkopf, Pfaffenhofen, Regensburg (Hohe Linie), Würzburg (Frankenwarte) - Berlin: Berlin (Alexanderplatz), Berlin (Scholzplatz) - Brandenburg: Casekow, Cottbus, Pritzwalk - Bremen: Bremen (Walle) - Hamburg: Hamburg (Heinrich-Hertz-Turm) - Mecklenburg-Vorpommern: Rostock (Toitenwinkel), Schwerin (Zippendorf-Gr.Dreesch), Züssow - Niedersachsen: Braunschweig (Broitzem), Cuxhaven-Stadt, Göttingen (Bovenden-Osterberg), Hannover (Telemax), Hildesheim (Sibbesse/Griesberg), Lüneburg-Neu Wendhausen, Molbergen-Peheim, Osnabrück (Bramsche-Schleptruper Egge), Visselhövede - Nordrhein-Westfalen: Bielefeld (Hünenburg), Minden (Jakobsberg) - Sachsen: Dresden, Geyer, Leipzig, Löbau/Schafberg, Oschatz, Schöneck - Sachsen-Anhalt: Brocken, Burg, Petersberg, Wittenberg - Schleswig-Holstein: Flensburg, Heide, Kiel (Kronshagen), Lübeck (Stockelsdorf) - Thüringen: Erfurt-Hochheim, Gera, Inselsberg, Jena (Oßmaritz), Kulpenberg, Lobenstein (Sieglitzberg), Weimar (Ettersberg) |
| 6C Oberpfalz (D__00415)     | DAB-Block der Bayern Digital Radio : - Bayern 1 (Mainfranken) (96 kbps) - Bayern 1 (Schwaben) (96 kbps) - BR24live (64 kbps, Mono) - Radio Teddy (72 kbps) - egoFM (72 kbps) - gong.fm (72 kbps) - Charivari (R) (72 kbps) - Charivari (NM) (72 kbps) - Charivari (SAD) (72 kbps) - Charivari (CHA) (72 kbps) - Charivari (KEH) (72 kbps) - Radio Galaxy (AM/WEN) (72 kbps) - Radio Ramasuri (72 kbps) - Arabella Bayern (96 kbps) - Rock Antenne Bayern (72 kbps) - BR EPG (8 kbps) - SPI Oberpfalz (24 kbps) | 10       | ND                                          | V                                         | Altenstadt, Amberg (Hirschau), Amberg-Süd, Dillberg, Fuchsmühl, Geigant, Hoher Bogen, Hohe Linie (Regensburg), Kelheim, Ochsenkopf, Pfreimd, Schönsee (Drechselberg), Weigendorf |
| 11D BR Bayern (D__00165)    | DAB-Block des Bayerischen Rundfunks - Bayern 1 (Oberbayern) (96 kbps) - Bayern 1 (Niederbayern/Oberpfalz) (96 kbps) - Bayern 1 (Franken) (96 kbps) - Bayern 2 (96 kbps) - Bayern 3 (96 kbps) - BR-Klassik (144 kbps) - BR24 (72 kbps, Mono) - BR Schlager (96 kbps) - Puls (96 kbps) - BR Heimat (128 kbps) - BR Verkehr (16 kbps, Mono) - Antenne Bayern (80 kbps) - BR EPG (8 kbps Daten) - ARD TPEG (24 kbps)                                                                                               | 10       | ND                                          | V                                         | - Unterfranken: Alzenau (Hahnenkamm), Burgsinn (Main-Spessart), Dettelbach, Ebern, Gemünden, Hammelburg, Kreuzberg (Rhön), Miltenberg-Wenschdorf, Neustadt am Main, Obernburg am Main, Ostheim/Heidelberg, Pfaffenberg (Aschaffenburg), Schweinfurt (Schonungen), Volkach, Wertheim, Würzburg (Frankenwarte), Zeil am Main - Oberfranken: Bad Steben, Bamberg (Geisberg), Burgwindheim (geplant), Coburg (Eckardtsberg), Hof (Labyrinthberg), Kronach, Kulmbach, Ludwigsstadt (Ebersdorf), Ochsenkopf (Fichtelgebirge), Pegnitz - Mittelfranken: Büttelberg, Hesselberg, Hersbruck, Nürnberg (Fernmeldeturm), Rothenburg ob der Tauber, Treuchtlingen, Weißenburg - Oberpfalz: Altenstadt, Amberg (Hirschau), Amberg-Süd, Dillberg (Neumarkt), Fuchsmühl, Geigant, Hoher Bogen (Furth im Wald), Hohe Linie (Regensburg), Kallmünz (geplant), Pfreimd, Schönsee (Drechselberg), Weigendorf - Niederbayern: Brotjacklriegel, Deggendorf (Aletsberg), Dingolfing, Einödriegel, Kelheim, Landshut (Altdorf), Mainburg, Mallersdorf-Pfaffenberg, Oberfrauenwald, Passau (Kühberg), Pfarrkirchen, Rattenberg, Rotthalmünster, Viechtach (Weigelsberg) (geplant), Vilsbiburg - Schwaben: Augsburg (Hotelturm), Augsburg (Welden), Balderschwang (Oberberg), Grünten, Hühnerberg (Harburg), Markt Wald, Memmingen, Pfänder (Vorarlberg), Pfronten (Breitenberg), Ulm (Kuhberg) - Oberbayern: Bad Tölz (Gaißach), Berchtesgaden (Jenner), Eichstätt, Fürstenfeldbruck (Schöngeising), Gelbelsee, Herzogstand (Fahrenbergkopf), Hochberg (Traunstein), Hohenpeißenberg, Inntal (Ebbs), Isen, München-Freimann, München-Ismaning, München (Olympiaturm), Neuötting, Oberammergau (Laber), Pfaffenhofen (Wolfsberg), Pfaffenhofen (BR), Reit im Winkl, Untersberg (Salzburg), Tegernseer Tal (Wallberg), Wasserburg am Inn (Koblberg), Wendelstein (Bayrischzell) |

### Digitales Fernsehen (DVB-T2)
Die DVB-T2 HD-Ausstrahlungen vom Sender Amberg laufen seit dem 26. September 2018 und sind im Gleichwellenbetrieb (Single Frequency Network) mit anderen Sendestandorten.
| Kanal | Frequenz (in MHz) | Multiplex                                                | Programme im Multiplex | ERP (in kW) | Antennen- diagramm rund (ND)/ gerichtet (D) | Polari- sation horizontal (H)/ vertikal (V) | Modulations- verfahren | FEC | Guard- intervall | Bitrate (in MBit/s) | SFN                                     |
| ----- | ----------------- | -------------------------------------------------------- | --- | ----------- | ------------------------------------------- | ------------------------------------------- | ---------------------- | --- | ---------------- | ------------------- | --------------------------------------- |
| 23    | 490               | ARD Digital (BR)                                         | - Arte HD - Das Erste HD - One HD - Phoenix HD - tagesschau24 HD - NDR Fernsehen HD (Niedersachsen)                                                                      | 50          | ND                                          | H                                           | 64-QAM                 | 3/5 | 19/128           | 21,56               | Amberg                                  |
| 47    | 682               | ARD regional (BR)                                        | - ARD-alpha HD - BR Fernsehen Nord HD - hr-fernsehen HD - MDR Thüringen HD - rbb Berlin HD 1) - BR Fernsehen Süd HD 1) - SWR Fernsehen BW HD - WDR HD Köln (Internet) 2) | 50          | ND                                          | H                                           | 64-QAM                 | 3/5 | 19/128           | 21,56               | Amberg, Dillberg, Büttelberg, Nürnberg  |
| 37    | 602               | Substream 0: ZDF (ZDFmobil) Substream 1: MEDIA BROADCAST | Substream 0: - ZDF HD - ZDFinfo HD - zdf_neo HD - 3sat HD - KiKA HD Substream 1: - freenet.TV connect                                                                    | 50          | ND                                          | H                                           | 64-QAM                 | 3/5 | 19/128           | 22                  | Amberg, Ochsenkopf, Bamberg(Kälberberg) |

  1)rbb Berlin außerhalb der Regionalzeiten des BR Fernsehens
  2)Für den Empfang des WDR ist ein hbb-TV fähiges Endgerät erforderlich.

### Digitales Fernsehen (DVB-T)
Die DVB-T Ausstrahlungen liefen seit 25. November 2008 und waren im Gleichwellenbetrieb (Single Frequency Network) mit anderen Sendestandorten. Sie wurden am 26. September 2018 beendet.
| Kanal | Frequenz (in MHz) | Multiplex                            | Programme im Multiplex                                                                                    | ERP (in kW) | Antennen- diagramm rund (ND) / gerichtet (D) | Polarisation horizontal (H) / vertikal (V) | Modulations- verfahren | FEC | Guard- intervall | Bitrate (in MBit/s) | SFN                             |
| ----- | ----------------- | ------------------------------------ | --- | ----------- | -------------------------------------------- | ------------------------------------------ | ---------------------- | --- | ---------------- | ------------------- | ------------------------------- |
| 30    | 546               | ARD Digital (BR-Bouquet 1)           | - Das Erste (BR) - ARTE - Phoenix - One                                                                   | 50          | ND                                           | H                                          | 16-QAM                 | 2/3 | 1/4              | 13,27               |                                 |
| 28    | 530               | ARD Digital (BR-Bouquet 2 Südbayern) | - Bayerisches Fernsehen (Schwaben/Altbayern) - ARD-alpha - SWR Fernsehen Baden-Württemberg - tagesschau24 | 50          | ND                                           | H                                          | 16-QAM                 | 2/3 | 1/4              | 13,27               | Amberg, Hoher Bogen, Hohe Linie |
| 23    | 490               | ZDFmobil                             | - ZDF - 3sat - KiKA (6–21 Uhr) / ZDFneo (21–6 Uhr) - ZDFinfo                                              | 50          | D                                            | H                                          | 16-QAM                 | 2/3 | 1/4              | 13,27               | Amberg, Ochsenkopf              |

### Analoges Fernsehen
Bis zur Umstellung auf DVB-T am 25. November 2008 wurden vom Sender Amberg folgende Programme in analogem PAL gesendet:
| Kanal | Frequenz (MHz) | Programm                                   | ERP (kW) | Sendediagramm rund (ND)/ gerichtet (D) | Polarisation horizontal (H)/ vertikal (V) |
| ----- | -------------- | ------------------------------------------ | -------- | -------------------------------------- | ----------------------------------------- |
| 37    | 599,25         | ZDF                                        | 280      | ND                                     | H                                         |
| 43    | 647,25         | Bayerisches Fernsehen (Schwaben/Altbayern) | 320      | ND                                     | H                                         |
| 45    | 663,25         | Das Erste (BR)                             | 0,05     | D                                      | H                                         |